# عبدي سعيد موسى
عبدي سعيد موسى علي (بالصومالية: cabdi siciid muuse cali)‏ سياسي صومالي شغل منصب مستشار الأمن القومي لرئيس الصومال ومنصب وزير خارجية الصومال. 

## خلفية تاريخية
ولد في 10 فبراير عام 1970 في الصومال.
التحق عبدي سعيد موسى بعدة جامعات دولية، وحصل على العديد من مؤهلات الدراسات العليا،  حصل على البكالوريوس في إدارة الأعمال عام 1996، والبكالوريوس في التجارة عام 1998، من جامعة فان هول لارينشتاين للعلوم التطبيقية في هولندا، وعمل معيدا في الكلية الزراعية، وعضوًا في مجلس إدارة اتحاد الجمعيات الصومالية في هولندا الناشطة في مجالي الحقوق المدنية والعمل الاجتماعي، انتقل عبد سعيد بعدها إلى المملكة المتحدة والتحق بالجامعة الملكية الزراعية حيث حصل على الماجستير في الأعمال الزراعية عام 1998، كما حصل على الماجستير في تحليل البيانات الاقتصادية والديموغرافية من جامعة تكساس عام 2000. 
انتقل عبدي سعيد موسى إلى الصومال حيث شغل مناصب في الحكومة، في الفترة ما بين 2009 و2010، ثم إلى كينيا ليلتحق بجامعة نيروبي في كينيا، للعمل في قسم العلوم السياسية والإدارة العامة والعلاقات الدولية، ثم انتقل إلى الولايات المتحدة عام 2014 بعد قبوله في جامعة هارفارد حيث حصل على دورة تعليمية تنفيذية للإدارة الإستراتيجية لقادة المنظمات غير الحكومية، وأكمل مسيرته التعليمية بتلقي دورات في الأمن الدولي المعهد الهولندي للعلاقات الدولية. 

## حياته المهنية قبل الانخراط في السياسة
قبل انخراطه في العمل السياسي بشكل رسمي عمل عبدي سعيد علي في العديد من المناصب الوطنية والدولية، حيث شغل منصب مستشار تقني للحكومة الاتحادية الانتقالية في الصومال في الفترة ما بين ديسمبر 2004 ونوفمبر 2005.   ثم عمل مستشارا وخبيرا اجتماعيا واقتصاديا في سفارة إيطاليا في نيروبي في الفترة ما بين نوفمبر 2005 وأبريل 2006، وعمل حينها حلقة وصل بين إيطاليا والصومال لإيصال مساعدات مادية من إيطاليا إلى الصومال.   في الفترة ما بين مايو 2006 ويناير 2008 عاد علي إلى الصومال للعمل كمستشار تقني للحكومة الاتحادية الانتقالية في العاصمة الصومالية مقديشو.   كما عمل مستشارًا في مجال الأمن الحدودي والبحري لبرنامج قطاع الأمن التابع للهيئة الحكومية الدولية المعنية بالتنمية (إيقاد) في الفترة ما بين فبراير 2008 ويناير 2011، وحتم عليه عمله التنقل ما بين مقديشو وأديس أبابا وجيبوتي .  
عمل عبدي سعيد علي في قطاع التعليم في الفترة ما بين عام 2009 و2015، حيث عمل محاضرا في كل من معهد الخدمة الخارجية في نيروبي، و جامعة مقديشو.. 
اختير عبدي سعيد علي ممثلا قُطريا للصومال في مؤسسة الدعم الدولية الاسكندنافية (NIS) ، حيث عمل في الفترة ما بين مارس 2012 وسبتمبر 2014، مديرا لمشاريع المؤسسة في مقديشو وجوهر وبلدوين وبيدوا وكيسمايو وغلمدغ وبونتلاند.  ، وانتقل إلى أديس أبابا للعمل كرئيس لمكتب المؤسسة لتطوير مشاريع إنمائية في إثيوبيا حيث عمل في الفترة ما بين سبتمبر 2014 وأبريل 2015.  
عمل مستشارا سياسيا إقليميا للممثل الخاص للاتحاد الأوروبي في القرن الأفريقي، من مايو 2015 إلى نوفمبر 2017.  لا سيما في شؤون الاستقرار السياسي ومواجهة العنف. 

## المناصب السياسية
مستشار الأمن القومي
عيّنه الرئيس الصومالي محمد عبد الله فرماجو مستشارا في الأمن القومي وشغل المنصب في الفترة ما بين ديسمبر 2017 وسبتمبر 2021.   وأشرف في هذه الفترة على السياسة الأمنية في الصومال وراقب المؤسسات العسكرية والشرطية والاستخبارية. كما وضع خطة أمنية جديدة في الصومال، تعزيز الأمن والتنمية في البلاد وحظي بدعم محلي ودولي على سياسته الأمنية. 
عُين رئيسا لمكتب رئيس الصومال وخدم مديرا للقصر الرئاسي فيلا الصومال في الفترة ما بين سبتمبر 2021 ونوفمبر 2021.   

### وزارة الخارجية
في 20 نوفمبر 2021 عينه رئيس الوزراء محمد حسين روبلي وزيرا الخارجية والتعاون الدولي، خلفًا للوزير محمد عبد الرزاق محمود.  وأدى اليمين الدستورية في 22 نوفمبر 2021، برفقة نائبه المعين محمود عبدي حسن (بيكوس).   في 25 نوفمبر 2021 تسلم بشكل رسمي مهام منصبه. 
خلال عمله كوزير للخارجية أجرى عبدي سعيد علي اجتماعات ومحادثات متعددة مع حلفاء الصومال، وأبرزها الصين،   وإيطاليا،  وقطر،  والمملكة العربية السعودية، وتركيا،  والمملكة المتحدة،   والاتحاد الأفريقي والأمم المتحدة. 
أثناء عمله وزيرا للشؤون الخارجية أدان عبدي سعيد علي العلاقات المتنامية بين إدارة أرض الصومال الانفصالية وتايوان، في الوقت الذي عزز فيه "التعاون الاستراتيجي والعملي للصومال مع الصين"، وفقًا لبيان أدلى به الوزير خلال اجتماع مع نظيره الصيني وانغ يي في مارس 2022. 

#### محاولة اغتيال
في مساء يوم 21 أبريل 2022، نجا وزير الخارجية الصومالي عبدي سعيد علي من محاولة اغتيال أثناء قضائه إجازة في مدينة جالكعيو مركز محافظة مدج، وهاجمت القوات الأمنية لولاية أرض البنط الوزير أثناء تناول الإفطار مع زعيم العشيرة ياسين عبد الصمد، وفقًا لـ The East African، وأدى الهجوم إلى مقتل العديد من الأشخاص، من ضمنهم أحد الحراس الشخصيين للوزير ، وإصابة ياسين عبد الصمد بجروح خطيرة،  في حين أفاد التلفزيون الوطني الصومالي الرسمي بمقتل جندي واحد فقط وإصابة ثلاثة آخرين. 
وألقى محافظ مدج التابعة لولاية بونتلاند، عبد اللطيف موسى نور، باللائمة على وزير الخارجية عبدي سعيد علي متهما إياه بالسعي "لنشر سياسات تخريبية"، وتشير المصادر المحلية إلى أن الدافع وراء الهجوم ربما كان أيضًا بسبب العلاقات المتورترة بين شيخ العشيرة ياسين عبد الصمد ورئيس ولاية بونتلاند سعيد عبد الله ديني. 

#### وقفه عن العمل
في 24 مايو 2022، أوقف رئيس الوزراء الصومالي محمد حسين روبلي عبدي سعيد علي من عمله كوزير للخارجية متهما إياه بسوء استخدام منصبه لتوجيهه بالإفراج عن سفينة محملة بالفحم من ميناء صلالة في سلطنة عمان بشكل غير قانوني، وأمر رئيس الوزراء بإجراء تحقيق وتدقيق قضائي في تصريح الوزارة بالشحن الغير قانوني للفحم، وذكرت إذاعة صوت أمريكا أن تعليق عبدي سعيد من منصبه كان واردًا بالفعل نتيجة للعلاقات المتوترة بين رئيس الوزرء روبلي والرئيس محمد عبد الله فرماجو،   وترقب اختيار رئيس وزراء جديد من قبل الرئيس المنتخب حسن شيخ محمود في 15 مايو 2022.  
في 24 يوليو 2022 أصدرت المحكمة العليا في عُمان قرارًا  برفض القضية مؤكدة أن وزير الخارجية عبدي سعيد علي لا علاقة له بشحنة الفحم القادمة من الصومال، إلا أن تعليق عمله بقي ساريًا.  في 2 أغسطس 2022، أعلن رئيس الوزراء حمزة عبدي بري تشكيلته الوزارية الجديدة وعيّن بري الوزير أبشر عمر هروسي خلفا له في . 

## ما بعد منصب وزير الخارجية
بعد مغادرته وزارة الخارجية لم يترشح عبدي سعيد علي لأي منصب آخر، إلا أنه أجرى مقابلات مع وزير خارجية توغو روبرت دوسي في العاصمة لومي في 2 سبتمبر 2022  ومع رئيس البرلمان الأفريقي فورتشن شارومبيرا في مكتبه في 14 سبتمبر 2022. 